# MEIS1
MEIS1‏ (Meis homeobox 1) هوَ بروتين يُشَفر بواسطة جين MEIS1 في الإنسان.